# Hideyuki Nakamura
Hideyuki Nakamura (født 3. juni 1984) er en japansk tidligere professionel fodboldspiller.
Han har spillet for flere forskellige klubber i sin karriere, herunder Mito HollyHock, Thespakusatsu Gunma, FC Gifu og Montedio Yamagata.